# Open nomenclatuur
Open nomenclatuur is een lijst van gedeeltelijk informele termen en tekens waarmee een taxonoom opmerkingen kan maken over zijn eigen materiaal. Dit in tegenstelling tot synoniemenlijsten in de plantkunde en dierkunde, waarin een taxonoom opmerkingen kan maken over het werk van anderen. Gewoonlijk nemen dergelijke opmerkingen de vorm aan van afgekorte taxonomische uitdrukkingen in biologische classificaties.
Voorbeelden zijn:
- aff.
- cf.
- s.l.

Er zijn geen strikte conventies in de open nomenclatuur over welke uitdrukkingen moeten worden gebruikt of waar ze moeten worden geplaatst in de Latijnse naam van een soort of ander taxon, en dit kan tot interpretatieproblemen leiden. De belangrijkste onopgeloste kwesties hebben echter betrekking op de manier waarop hun betekenissen moeten worden geïnterpreteerd. De International Code of Zoological Nomenclature (ICZN) verwijst niet naar open nomenclatuur, waardoor het gebruik en de betekenis open blijft voor interpretatie door taxonomen.